# Zuiderzee
Zuiderzee [ˌzœy̯dərˈzeː] nekadašnji je plitki zaljev Sjevernoga mora na sjeveru Nizozemske pretvoren tijekom 20. stoljeća u slatkovodno jezero IJsselmeer.

## Povijest
Zuiderzee je imao površinu od oko 5000 km², a od Sjevernoag mora razdvajao ga je luk nekadašnjih pješčanih sprudova iz kojih su nastali današnji Zapadnofrizijski otoci. Negdje oko 400. godine taj su nizinski kraj naselili Frižani. Pošto je upravo tada počela rasti razina mora, oni su prvi počeli graditi visoke humke (terp ili werden), zapravo prava brda koja su im služila da se za visokih voda sklone iza njih. Ona su po svojim dimenzijama spadala u ondašnja velika inženjerska djela čovječanstva.
Teritorij koji je tek kasnije postao zaljev Zuiderzee još je u 1. stoljeću bio konglomerat slatkovodnih jezera, od kojih su središnje i najveće Rimljani zvali Lacus Flevo. Ta jezera nisu bila izravno povezana s morem, već su njihove vode otjecale putem rukavaca rijeke Rajne. U kasnijim vremenima, kad je porasla razina mora odnosno riječnih korita, središnje se jezero značajno povećalo. Razina voda drastično se povećala u 13. stoljeću, najviše tijekom velikih poplava 1219. i 1282. kada se veliko područje našlo pod vodom. Tada se formirao i zaljev Zuiderzee.
Već negdje oko 1000. čitavo područje Zuiderzeea bilo je potpuno ograđeno pješčanim obalnim nasipima. Oni su omogućavali kontrolu vodostaja unutar tako zaštićenog terena, a izgradnjom kanala kojima je otjecao višak voda omogućena je gradnja manjih poldera. Do 1667. tehnika gradnje poldera razvila se do te mjere da je već onda bilo zamisli da se izgradi brana na ulazu u Zuiderzee. Ipak, ništa se nije poduzelo sve do katastrofalne poplave 1916. koja je ubrzala usvajanje i razradu planova koje je osmislio Cornelis Lely. Nakon toga je u razdoblju od 1927. do 1932. na sjevernome ulazu u Zuiderzee podignuta brana Afsluitdijk ("Prilagodljiva brana"), duga 31 km. Na taj način je od zaljeva ponovno formirano jezero nazvano IJsselmeer, odvojeno od vanjskoga Vadenskog mora (dio Sjevernoga mora).
Do početka 1980-ih, melioracijskim radovima stvorena su četiri ogromna poldera, uglavnom poljoprivrednoga zemljišta. Oni su uključivali izgradnju detaljno razrađenog sistema pumpnih stanica, obrambenih nasipa i kanala s ustavama. Nakon svih tih radova gotovo polovica zemljišta nekadašnjeg IJsselmeera, točnije 1620 km² od ukupno 3440 km², bila je isušena. Ograđivanje IJsselmeera i smanjenje njegove površine omogućilo je također da se nekadašnja boćata voda izmjeni u slatku, zahvaljujući stalnom pritjecanju voda Rajninog rukavca IJssela. Projekt Cornelisa Lelyja ipak nije završen u potpunosti jer se 1980-ih odustalo od izgradnje petog planiranog poldera Markerwaarda.

## Vanjske poveznice
- Zuiderzee na portalu Encyclopædia Britannica (engl.)